# أوليفر كرافورد
أوليفر كرافورد (بالإنجليزية: Oliver Crawford)‏‏ (12 أغسطس 1917 في شيكاغو - 24 سبتمبر 2008 في لوس أنجلوس) كاتب سيناريو، وروائي من الولايات المتحدة.

## الجوائز
- جائزة نقابة الكتاب الأمريكية

## روابط خارجية
- أوليفر كرافورد على موقع IMDb (الإنجليزية)
- أوليفر كرافورد على موقع ألو سيني (الفرنسية)
- أوليفر كرافورد على موقع أول موفي (الإنجليزية)
- أوليفر كرافورد على موقع قاعدة بيانات الأفلام السويدية (السويدية)
- أوليفر كرافورد على موقع قاعدة بيانات الفيلم (الإنجليزية)
- أوليفر كرافورد على موقع كينوبويسك (الروسية)
- أوليفر كرافورد على موقع كينوبويسك (الروسية)